# Gabriella (album)
Gabriella è l'undicesimo album di Gabriella Ferri, il decimo pubblicato dalla RCA.

## Descrizione
È un disco pubblicato a ben quattro anni di distanza dal precedente; quattro canzoni sono scritte per l'artista da Paolo Conte e di esse il cantautore astigiano reinterpreterà Vamp e Non ridere e riscriverà Non piangere e Sola contro un record che diventeranno Baci senza memoria e Eden. Gli arrangiamenti sono di Piero Pintucci, che è anche il produttore del disco; la copertina è una foto in primo piano di Gabriella ed è opera del fotografo Rino Petrosino.
Registrato negli studi della RCA sulla via Tiburtina, il tecnico del suono dell'album è Ubaldo Consoli.
La copertina dell'album è apribile, e all'interno riporta tutti i testi delle canzoni.
Il disco è stato ristampato in cd nel 2004.

## Tracce
1. Vamp (testo e musica di Paolo Conte; edizioni musicali RCA Musica)  - 4:48
2. Sola contro un record (testo e musica di Paolo Conte; edizioni musicali RCA Musica)  - 3:45
3. Non piangere (testo e musica di Paolo Conte; edizioni musicali RCA Musica)  - 4:34
4. La libertà (testo di Bruno Lauzi; musica di Riccardo Cocciante; edizioni musicali RCA)  - 3:38
5. Fantasia (testo di Bruno Lauzi; musica di Riccardo Cocciante; edizioni musicali RCA)  - 4:23
6. Non ridere (testo e musica di Paolo Conte; edizioni musicali RCA Musica)  - 3:21
7. La mia vita (testo e musica di Bruno Lauzi; edizioni musicali Numero Uno)  - 3:57
8. Canzone (testo di Mario Castellacci; musica di Piero Pintucci; edizioni musicali RCA Musica)  - 4:39

## Formazione
- Gabriella Ferri – voce
- Maurizio Dei Lazzaretti – batteria
- Massimo Fumanti – chitarra elettrica, banjo, chitarra acustica, mandolino
- Maurizio Galli – basso
- Guido Podestà – fisarmonica
- Michele Santoro – chitarra acustica, chitarra classica
- Piero Pintucci – pianoforte, cori, sintetizzatore
- Giancarlo Maurino – sax
- Elga Paoli, Douglas Meakin, Simona Pirone, Tonino Cripezzi, Piero Mannucci, Gianni Mauro – cori